# Derek Mountfield
Derek Mountfield (Liverpool, 2 november 1962) is een Engels voormalig betaald voetballer. Hij speelde als verdediger voor Everton en Aston Villa.

## Clubcarrière
Mountfield begon zijn loopbaan als verdediger van Tranmere Rovers in 1980. In 1982 vertrok Mountfield voor een som van £ 35.000 naar Everton. Mountfield, geboren in Liverpool, werd een steunpilaar aan de Mersey. Hij miste maar weinig wedstrijden voor Everton tot men in 1986 centrale verdediger Dave Watson kocht van Norwich City. Hij verloor zijn stek naast Kevin Ratcliffe aan met name Watson en verliet Goodison Park in 1988. Mountfield speelde 106 competitiewedstrijden en scoorde 19 doelpunten. Met Everton won hij de Europacup II / UEFA Beker der Bekerwinnaars in 1985 tegen Rapid Wenen. Het was de glorieuze tijd met Howard Kendall aan het roer.
Mountfield behaalde vooral binnenlands succes met The Toffees. Hij pakte Engelse landstitels in 1985 en 1987 en in 1984 werd de FA Cup gewonnen tegen Watford.
Mountfield sleet het derde bedrijf van zijn carrière bij Aston Villa, waar hij achterin opnieuw onmisbaar werd geacht. Van 1988 tot 1991 speelde Mountfield 90 competitiewedstrijden en was negen maal trefzeker. De verdediger liet de club uit Birmingham in 1991 achter zich en tekende bij Wolverhampton Wanderers.
Tussen 1991 en 1994 was Mountfield goed voor 83 competitiewedstrijden en vier doelpunten in het shirt van The Wolves. Wolves acteerde destijds in de First Division, de tweede afdeling vanaf de oprichting van de Premier League. De carrière van de ouder wordende Mountfield op het hoogste niveau was ook definitief voorbij.
Mountfield beëindigde zijn professionele carrière in 1999 op 36-jarige leeftijd, na passages bij Northampton Town, Walsall en Scarborough in de lagere regionen van de English Football League. Hij was respectievelijk speler-trainer en trainer van Scarborough (1999) en het Ierse Cork City (2000–2001).

## Erelijst
Everton FC
- First Division (nu Premier League)

1985, 1987
- FA Cup

1984
- Europacup II

1985
- FA Charity Shield

1987

## Persoonlijk leven
Mountfield lijdt aan epilepsie, zo maakte hij in november 2019 bekend aan de krant Liverpool Echo.